# ティーナ・リラク
ティーナ・リラク （Tiina Lillak、1961年4月15日 - ）は、フィンランドの陸上競技選手。
やり投の選手で、1982年に72m40の世界新記録を樹立。一度はギリシャのソフィア・サコラファに破られたものの、翌年には74m76と世界記録を奪い返した。同年出場した世界陸上競技選手権大会ヘルシンキ大会では、5投目まで本来の投げが出来ず、途中まで2位に甘んじるも、最終投擲で70メートルを超える大投擲を見せ、逆転で金メダルを獲得した。
1984年ロサンゼルスオリンピックに出場。69m00の記録でイギリスのテッサ・サンダーソンに次いで銀メダルを獲得した。
実績
| 年   | 大会                   | 場所                         | 種目   | 結果 | 記録  |
| ---- | ---------------------- | ---------------------------- | ------ | ---- | ----- |
| 1983 | 世界陸上競技選手権大会 | ヘルシンキ(フィンランド)     | やり投 | 1位  | 70m82 |
| 1984 | オリンピック           | ロサンゼルス(アメリカ合衆国) | やり投 | 2位  | 69m00 |